# The Chinese Cat
Charlie Chan in the Chinese Cat este un film american regizat de Phil Rosen. Protagoniștii filmului sunt Sidney Toler ca Charlie Chan, Mantan Moreland  și Joan Woodbury.
A fost al doilea film cu Charlie Chan produs de Monogram Pictures. Inițial s-a numit Charlie Chan and the Perfect Crime, iar filmările au început la 4 ianuarie 1944.